# Mikojan-Gurevič MiG-35
Mikojan-Gurevič MiG-35, kdaj tudi samo Mikojan Mig-35 (rusko Микоян МиГ-35, NATO oznaka: Fulcrum-F) je dvomotorno večnamensko lovsko letalo generacije 4++. Razvija ga rusko podjetje Mikojan. MiG-35 je napredna in bolj sposobna različica lovskega letala MiG-29. Zgradili so deset prototipov in dve serijski letali.
MiG-35 so prestavili leta 2007 na Aero India letalskem mitingu. Enosedežna verzija bo imela oznako MiG-35, dvosedežna pa MiG-35D. MiG-35 uporablja najnovejšo avioniko in AESA radar.

## Tehnične značilnosti
Podatki iz Mikoyan MiG-29M2 basic dimensions, Rian.ru, airforce-technology, deagel.com, and Aero India,
Splošne karakteristike
- Posadka: 1 ali 2
- Dolžina: 17,3 m (56 ft 9 in)
- Razpon kril: 12 m (39 ft 4 in)
- Višina: 4,7 m (15 ft 5 in)
- Površina kril: 38 m2 (409 ft2)
- Teža praznega letala: 11000 kg (24250 lb)
- Naložena teža: 17500 kg (38600 lb)
- Maks. vzletna teža: 29700 kg (65500 lb)
- Pogon letala: 2 × Klimov RD-33MK turbofan z dodatnim zgorevanjem
  - Potisk motorjev (suh): 5400 kgf, 53,0 kN (11900 lbf)  vsak
  - Potisk motorjev z dodatnim zgorevanjem: 9000 kgf, 88,3 kN (19800 lbf) vsak

 Zmogljivost 
- Maks. hitrost: Mach 2,25 (2400 km/h, 1491 mph) na višini; 1450 km/h (901 mph) na nizki višini
- Doseg: 2000 km (1240 mi)
- Bojni radij: 1000 km (620 mi)
- Največji doseg: 3100 km (1930 mi) s tremi dodatnimi rezervoarji
- Višina leta: 17500 m (57400 ft)
- Hitrost vzpenjanja: 330 m/s (65000 ft/min[11])
- Razmerje potisk/teža: 1,03[12]
- Maks. G-obremenitev: 10,0 g

Oborožitev

- Strelno orožje: 1× 30 mm GŠ-30-1 top s 150 naboji
- Nosilci za orožje: skupaj 9 (8× pod krili, 1× pod trupom) s kapaciteto 7000 kg
- Rakete: S-8, S-13, S-24, S-25L, S-250 vodljive in nevodljive rakete
- Izstrelki: 

  - Rakete zrak-zrak
    - R-27: 4× R-27R, R-27T, R-27ER, R-27ET
    - R-60: 4× R-60M
    - R-73: 8× R-73E, R-73M, R-74M
    - R-77: 8× R-77

  - Rakete zrak-površje
    - H-31: 4× H-31A, H-31P
    - AS-14 Kedge: 4× H-29T, H-29L
- Bombe: 

  - Vodene bombe
    - KAB-500L: 500 kg lasersko vodene
    - KAB-500T: 500 kg TV-vodene bombe

  - Nevodljive (prostopadajoče)
    - FAB-250: 250 kg
    - FAB-500: 500 kg
    - ZAB-500

Letalska elektronika

- Fazotron Žuk AE AESA radar[13]
- NII PP OLS-UEM Optical Location station